# Xi'an shibian
L'incident de Xi'an (xinès tradicional: 西安事變, xinès simplificat: 西安事变, pinyin: Xī'ān Shìbiàn, literalment 'l'incident de Xi'an') és una pel·lícula de drama històric xinesa de 1981 dirigida per Cheng Yin, i protagonitzada per Jin Ange, Wang Tiecheng i Sun Feihu. Va ser produïda per Xi'an Film Studio i fou ideada com una representació històricament precisa de l'Incident de Xi'an de 1936.
La pel·lícula va ser aclamada per la crítica i va guanyar tres premis a la segona edició dels Golden Rooster Awards: Millor director, Millor actor secundari (Sun Feihu, com Chiang Kai-shek) i Millor maquillatge.

## Trama
El mariscal Zhang Xueliang, comandant de l'exèrcit del nord-est, es desil·lusiona progressivament per la política del líder del Guomindang, Chiang Kai-shek, d'enfrontar-se al Partit Comunista de la Xina en lloc de lluitar contra els invasors japonesos que ocupen Manxúria. Tot i les nombroses súpliques, Chiang no canvia la seua postura. Després de discutir amb el seu també general Yang Hucheng, els dos prenen els esdeveniments en les seues pròpies mans i posen Chiang Kai-shek baix arrest el 12 de desembre de 1936, forçant Chiang a una coalició amb els comunistes.

## Repartiment
- Jin Ange - Zhang Xueliang
- Wang Tiecheng - Zhou Enlai
- Sun Feihu - Chiang Kai-shek
- Xin Jing - Yang Hucheng
- Gu Yue - Mao Zedong

## Taquilla
Pel que fa a recaptació en taquilla, va ser una de les pel·lícules més reeixides de la Xina, amb 450 millions d'entrades venudes el 1985.